# Uumannanngua

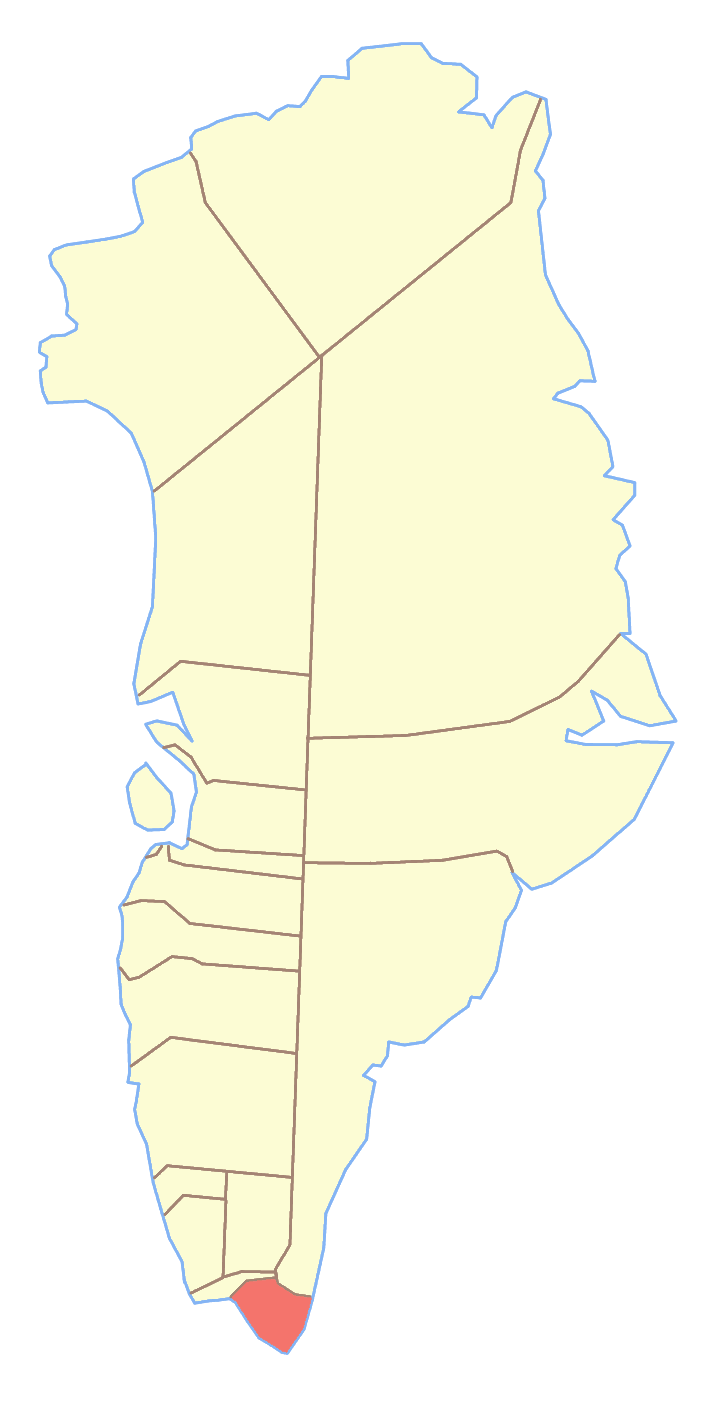
Ex comune di Nanortalik, dove si trovava l'Uumannanngua

L'Uumannanngua è una montagna della Groenlandia di 1425 m. Si trova a 60°08'N 44°36'O; appartiene al comune di Kujalleq.